# Карл Плаут
Карл Плаут (нім. Karl Plauth; 27 серпня 1896, Кайзерслаутерн — 1 листопада 1927, Дессау) — німецький льотчик-ас, лейтенант Імперської армії, оберлейтенант рейхсверу.

## Біографія
Учасник Першої світової війни. Під час служби в інженерному батальйоні він був поранений у бою на Верденській ділянці фронту. Отримавши переведення в авіацію, почав службу пілотом у 204-му льотному дивізіоні. 14 червня 1918 року направлений 20-ту винищувальну ескадрилью. 29 вересня 1918 року прийняв командування над 51-ю винищувальною ескадрильєю і зберігав цю посаду до закінчення війни. Всього за час бойових дій здобув 17 перемог.
В 1919 році почав вивчати машинобудування у Вищому технічному училищі Дармштадта, одночасно брав участь в академічних польотах. Плаут відіграв ключову роль в розробці планера D8 «Карл Великий». 20 березня 1920 року звільнений з військової служби. В червні-серпні 1921 року брав участь в будівництві двох академічних планерів. В грудні 1922 року склав іспит кваліфікованого інженера.
6 березня 1923 року влаштувався в конструкторське бюро фірми Junkers. З 1925 року працював в головному бюро Гуго Юнкерса, а також був пілотом фірми. В травні 1925 року взяв участь у перельоті на Junkers T 26.
Загинув в авіакатастрофі під час виконання фігур вищого пілотажу на Junkers A 32.

## Нагороди
- Залізний хрест 2-го і 1-го класу

## Вшанування пам'яті
В Магдебурзі є вулиця Плаута (нім. Plauthstraße).